# Mode under 1830-talet

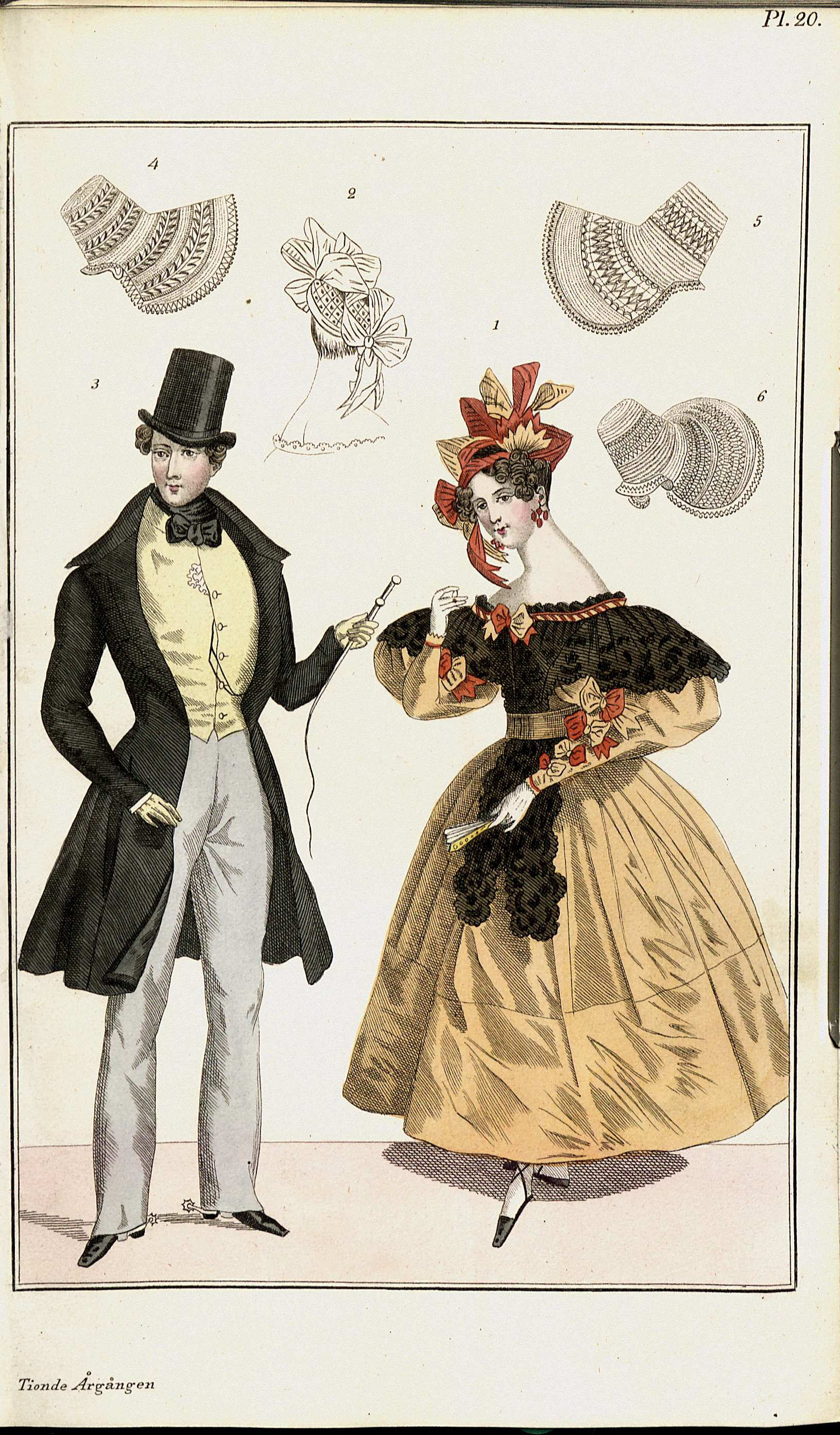
Magasin för konst, nyheter och moder 1833, illustration nr 20

Mode under 1830-talet syftar på modet i Europa under perioden mellan 1830 och 1840. Under denna tidsperiod var mode ett västerländskt fenomen, eftersom klädedräkten i andra delar av världen under denna tidsperiod bestod av en etnisk och kulturell klädedräkt, som inte genomgick förändringar efter modets växlingar på det sätt som skedde i Europa. 

## Allmänt
Från den här tidsperioden började konfektionsindustrin med färdigsydda kläder långsamt utvecklas; till en början var det dock endast enkla och grundläggande plagg som skjortor som syddes färdiga, och arbetarplagg som började erbjudas i olika butiker för arbetskläder, men symaskinen, som kom 1846, drev på en utveckling mot en gradvis mer avancerad konfektionsindustri.

## Dammode

### Klädedräkt
1830-talet representerade artonhundratalets första "extrema" mode. Detta koncentrerades till kvinnornas ärmar. Puffärmarna var korta till aftonklädsel och långa till vardags. De var styvt fodrade och växte sig så stora och vida att kvinnor fick gå sidledes in genom dörrarna. Detta mode nådde sin höjdpunkt 1834. År 1836–1837 halkade puffen på ärmen ned under armbågen, där den hade krympt bort år 1840. Den andra stora förändringen var att midjan nu nått sin naturliga plats, och korsetten därmed återkom. Detta åstadkom under 1800-talet svåra hälsoproblem. Ett annat extremt mode var bahytten, med skärm runt ansiktet och som knöts under hakan. Under 1830-talet var dessa skärmar oerhört stora i omfång runt ansiktet och dekorerade med blommor, plymer, band och fjädrar. Kragarna skulle vara vida till puffärmarna. Modefärgerna var diskreta färger som ljuslila, brunt och grått. Rutiga tyger var också moderna. 
1830-talet har betecknats som början på romantikens (i Tyskland även kallad Beidermeier) period inom modet. Romantiken idealiserade ett ömtåligt och eteriskt utseende, och klädedräkten ville understryka detta ideal. 
Timglasfiguren blev nu framhävd ännu mer. Midjan sjönk definitivt ned på sin naturliga plats, och en smal midja blev en viktig del av skönhetsidealet. En ny typ av korsett hade slutligen ersatt den gamla typen av snörliv. Den nykonstruerade korsetten var inte ett konformat snörliv med spiralsnörning, utan kryssnörning med öglor och metallöljetter, något som gjorde snörningen betydligt mer effektiv, och gjorde det möjligt att forma om kroppen, och dra åt snörningen mycket hårt. Korsettbruket ledde till hälsoproblem som bleksot och resulterade i den så kallade Korsettkontroversen, som så småningom utmynnade i dräktreformrörelsen och skulle fortsätta ända tills korsetten blev omodern nästan hundra år senare. 
Den smala midjan framhävdes av både puffärmarna och av breda skärp och av stora kragar, kallade berta eller pellerinkragar, som också var en närmast självklar del av dräkten. 
Det mest betecknande för 1830-talets dammode var dess enorma puffärmar (fårbogsärmar). Puffärmarna var en obligatorisk bas för alla klänningar, oavsett tillfälle. Dess vidd framhävde den smala midjan, och de syddes med låg axelsöm för att ge intryck av sluttande axlar. För att få puffärmarna att stå ut bars löstagbara stoppade kuddärmar fastknutna under klänningen.
Kjolarna hade mer sällan dekoration nere vid fållen och var inte längre släta utan veckade och vida som balettkjolar. Kjolen var dock fortfarande kort och visade fötterna. För att åstadkomma den önskade kjolvidden började man bära stärkta underkjolar.
En nyhet var den första versionen av underbyxor: byxholkar. Dessa var ett slags underbyxor utan tyg i grenen, som endast täckte benen eftersom det fanns ett motstånd mot att använda något som påminde om männens byxor. Det tog lång tid innan denna nyhet slog igenom helt, men de blev särskilt populära för småflickor, som bar kortare kjolar än vuxna kvinnor, och då skulle byxholkarna synas under kjolfållen. 
Cirka 1837 inträffade en förändring, då ärmpuffen flyttade från överarmen till att placeras under armbågen. Samtidigt sänktes kjolarna ned till golvet och täckte fötterna. Även frisyren ändrades, då knuten på bakhuvudet sänktes ned till nacken, och lockarna vid tinningarna sänktes ned till axlarna. Detta förändrade hela modesilhuetten.

### Hår och huvudbonad
Håret var fortfarande friserat i en hög knut högt på bakhuvudet och lockar ovanför öronen på var sin sida av en mittbena. Ett mycket populär inslag var pannbandet, en så kallad ferronniere; en detalj inspirerad av medeltiden. Det var ett exempel på de många historieinspirerade detaljer som användes vid denna tid. 
Bahytten återkom i modet under 1830-talet och nådde ett enormt omfång: hatten skulle vara hög och dess brätten vida, knutna under hakan med en stor rosett och rikligt dekorerad.  

### Bildgalleri

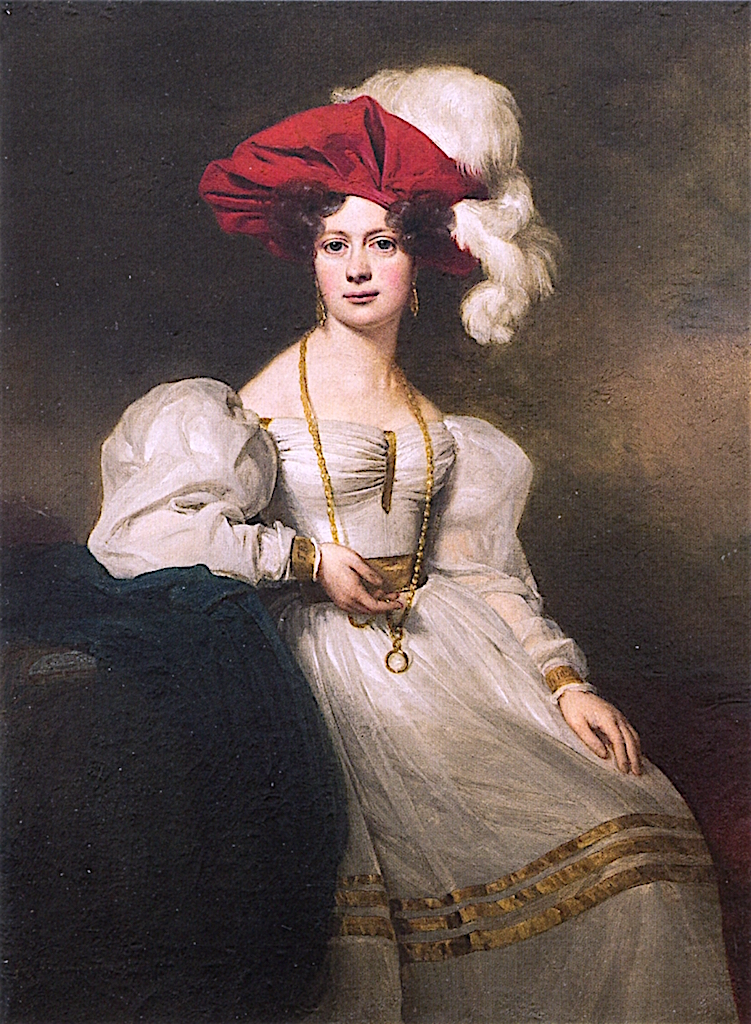
Elisabeth Markgräfin von Baden (1802–1864), född Herzogin von Württemberg.
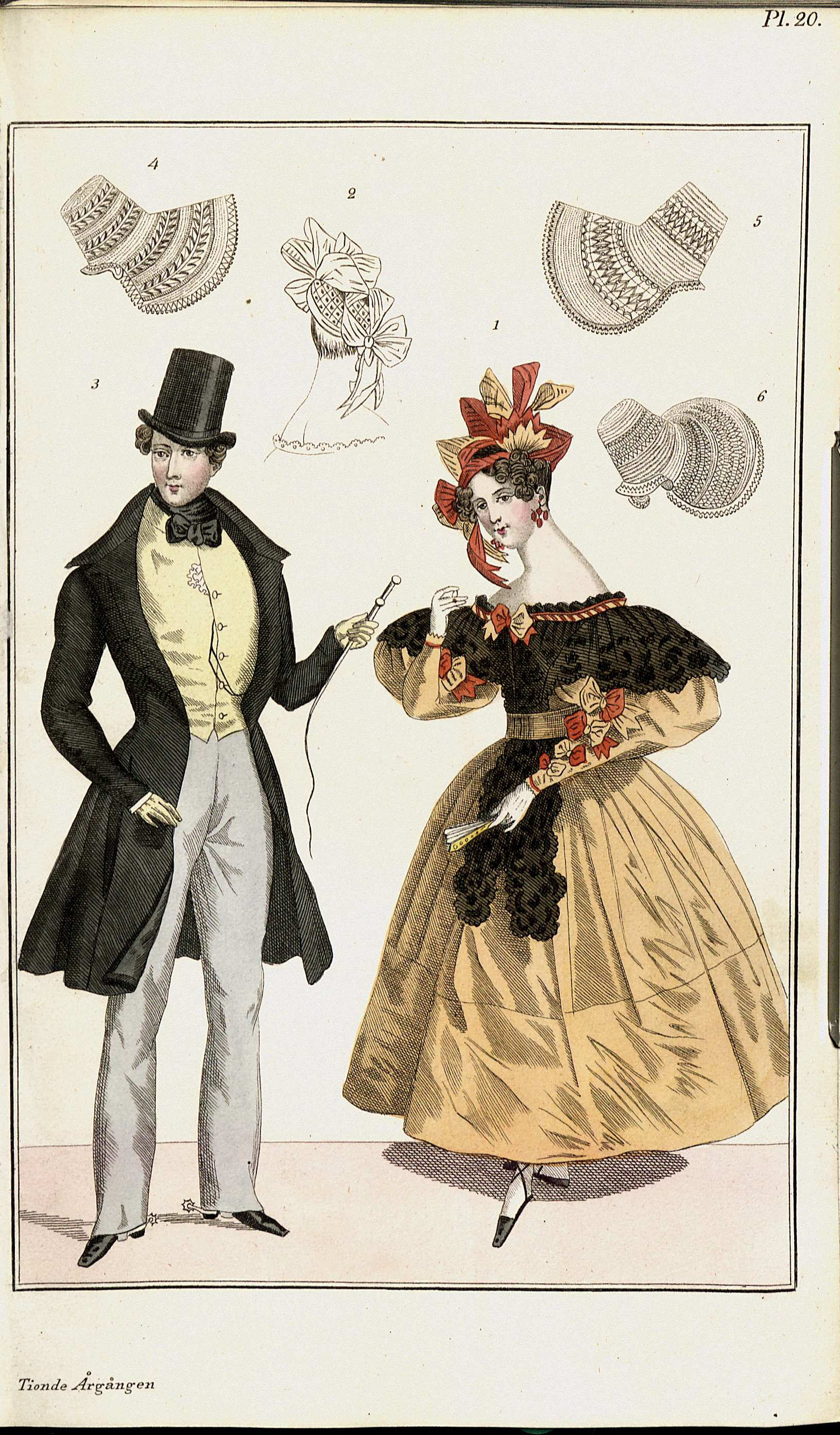
Magasin för konst, nyheter och moder 1833, illustration nr 20
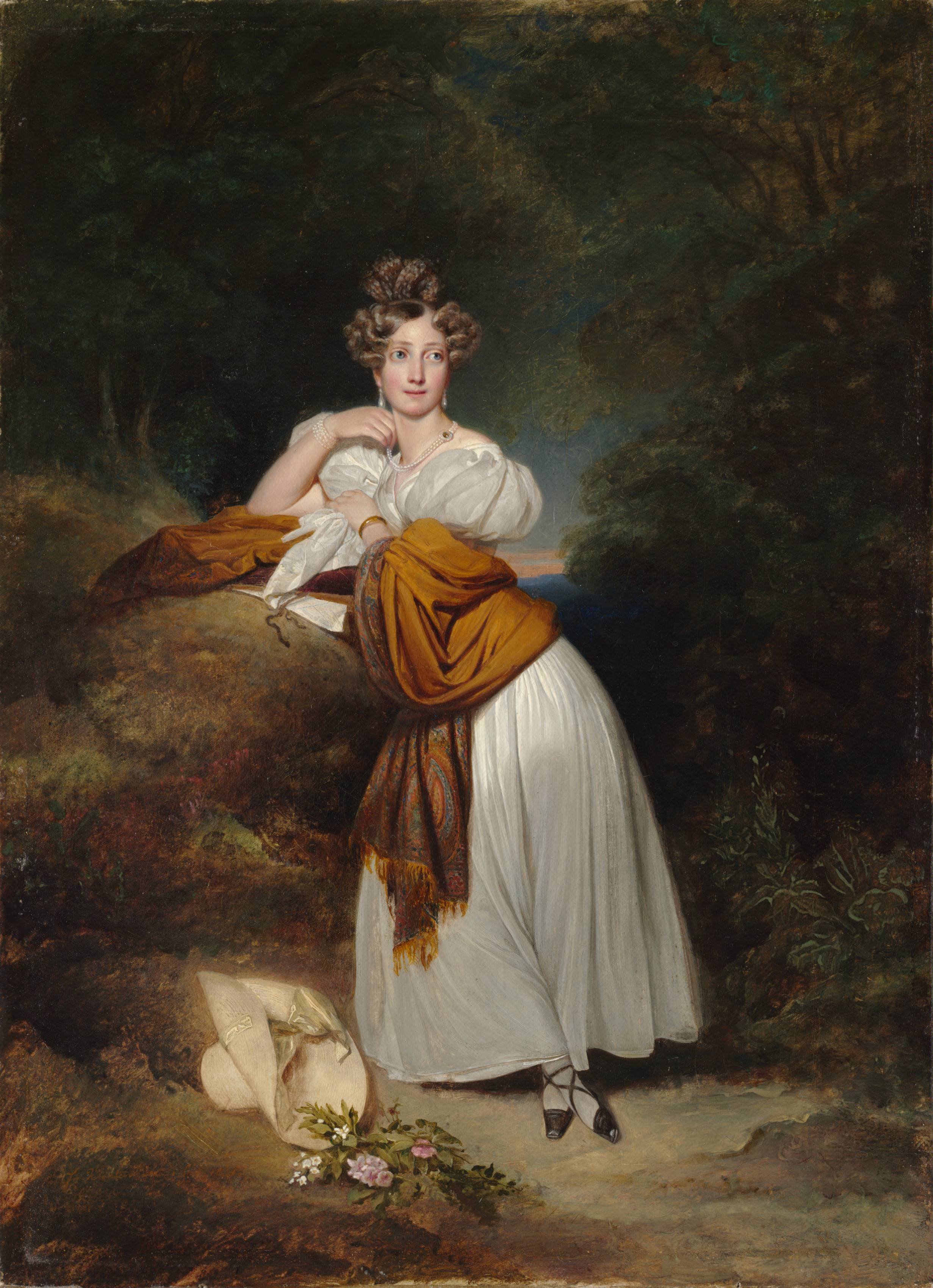
Winterhalter Markgraefin Sophie.
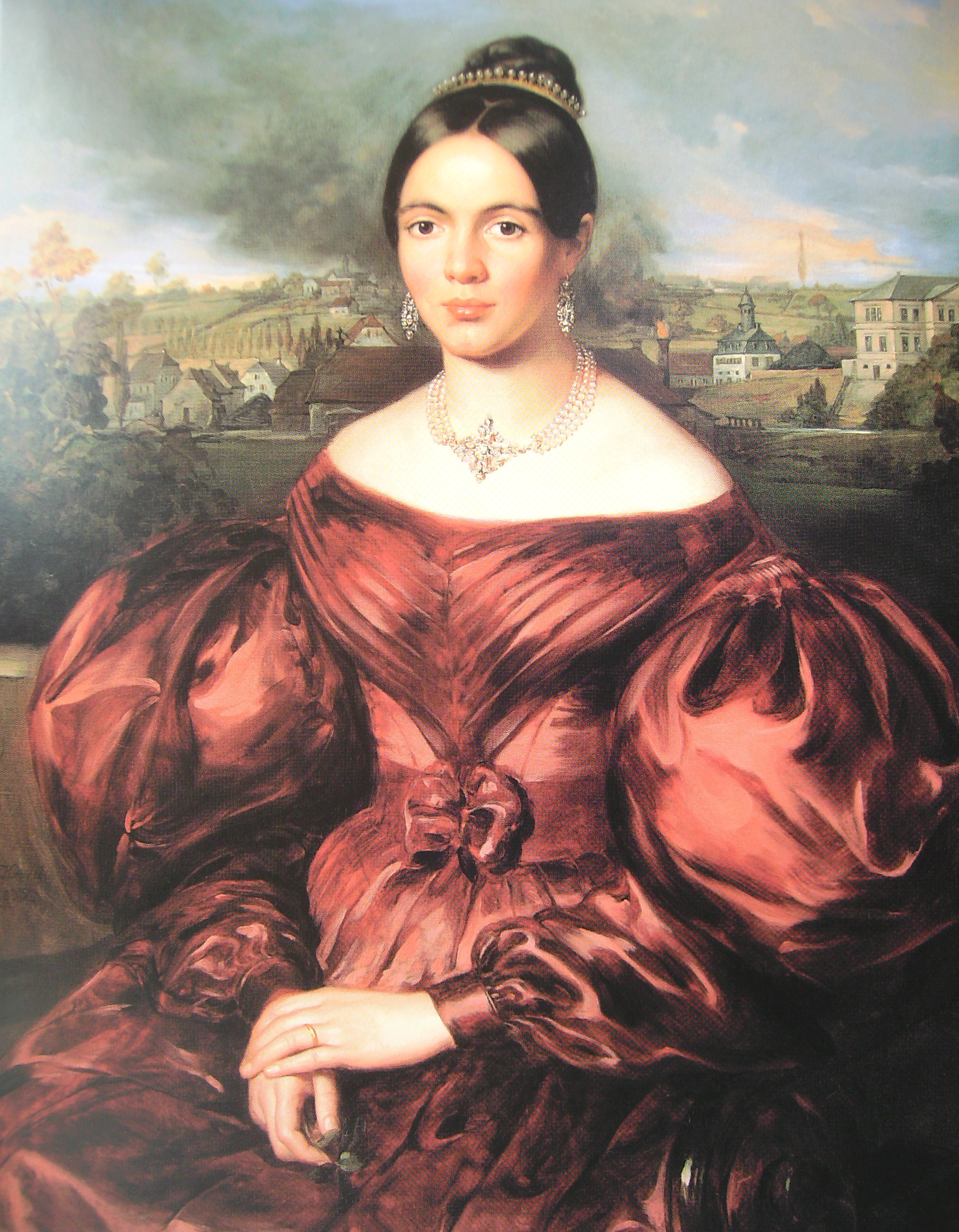
Stumm Marie-Louise
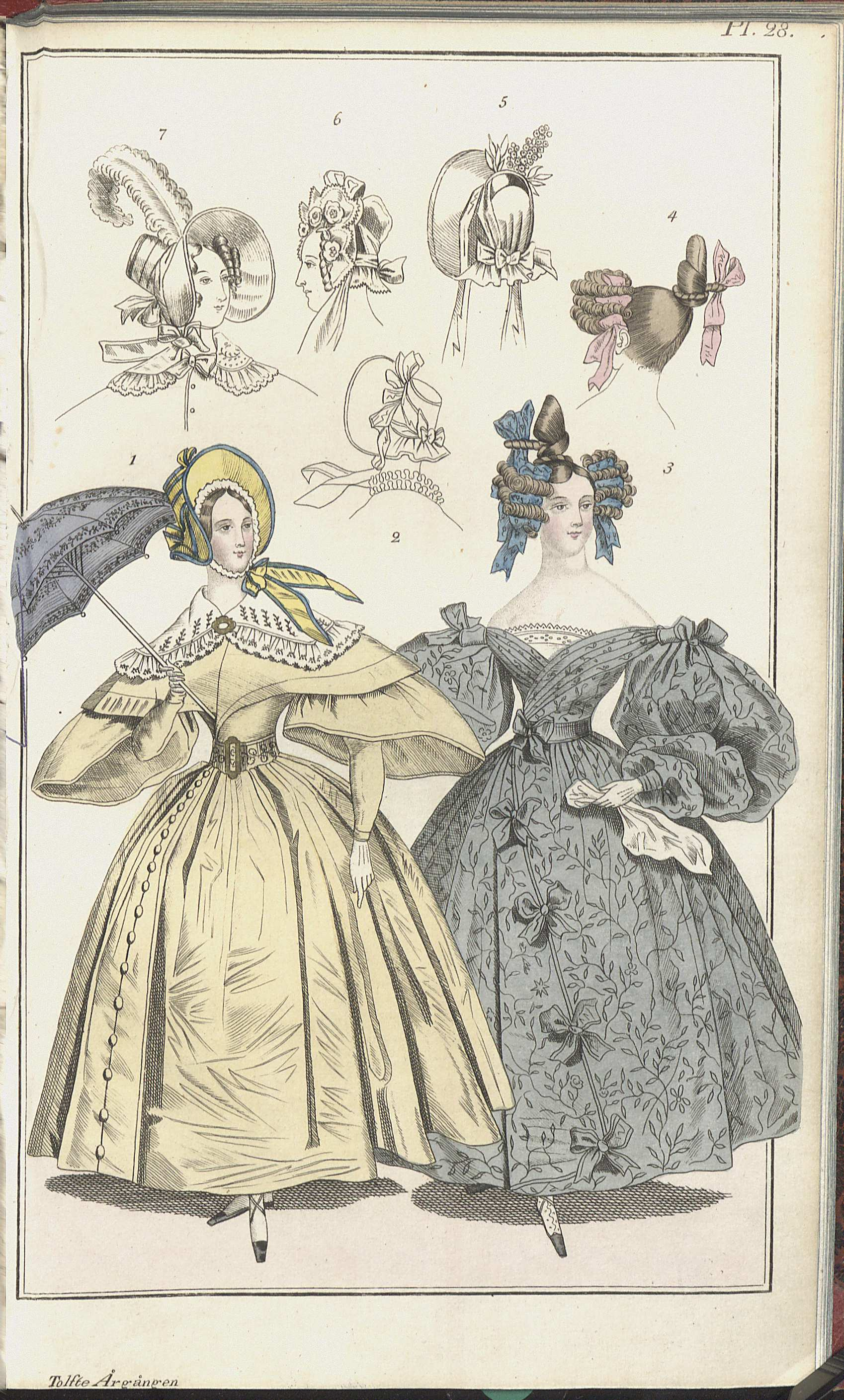
Magasin för konst, nyheter och moder 1835, illustration nr 28.
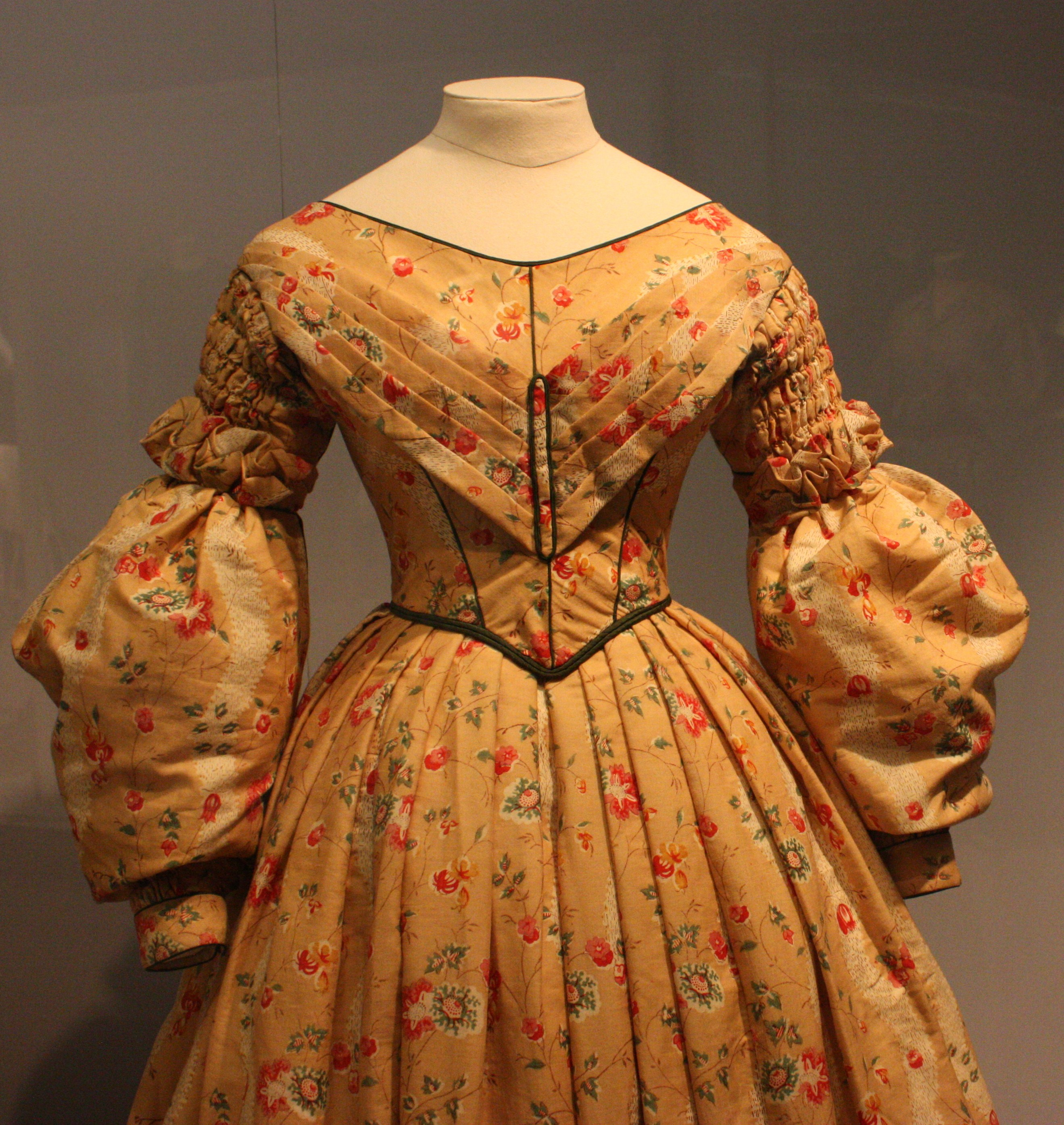
BLW Day Dress (detail).

## Herrmode
För männens del innebar denna tid en total "mörkläggning" av klädedräkten som skulle vara till långt in på 1900-talet. Endast västen och halsduken fick ha färg och en man skulle klä sig diskret och utan överdrifter. Långbyxor och hög skorstenshatt var nu en självklarhet. Mannen skulle vara slätrakad och kortklippt, men under 1840-talet var det också modernt med lockigt, axellångt hår, vilket ansågs representera den romantiske poeten.

### Klädedräkt
1830-talets herrmode ändrades obetydligt från föregående årtionde. Den manliga timglasfiguren med breda axlar och smal midja förstärktes fortfarande med rockens breda slag, vida skört och puffärmar och byxor som var vidare över höfterna än nedtill, och män som inte hade en smal midja bar gördel inbyggd i västen. 
Män bar fortfarande kravatt till skjortan. 
Västen över skjortan var midjekort och hårt åtsittande, ofta med inbyggd korsett. Västen var det enda plagget som fick vara färggrant, men på 1830-talet hade det gärna bara en enda färg. Två västar kunde bäras över varandra. 
Bonjouren var nu den helt dominerande rocken. Den hade breda slag över bröstet, vida knälånga skört och puffärmar, som allteftersom minskade och försvann mot slutet av decenniet. 
Långbyxorna var fortfarande vida över höfterna och avsmalnande nedtill med en hälla under foten. Vid denna tid ersattes byxluckan med den moderna gylfen, dock ännu en knäppt sådan. 
Knäbyxor eller pantalonger bars fortfarande till aftonklädsel eller riddräkt. 
Kuskrocken bars fortfarande som överrock, men även en överrock med vida ärmar och slängkappor med ärmhål. 

### Hår och huvudbonad
Det blev nu alltmer viktigt att betona biologiska skillnader mellan könen, och skäggväxt blev mer populärt. Under 1830-talet bara sällan helskägg men däremot både polisonger och mustasch. Håret skulle vara stort, lockigt och yvigt och något längre än på 1820-talet, gärna kammat med sidbena. Cylinderhatten hade nu blivit rak snarare än kurvig. 

### Bildgalleri

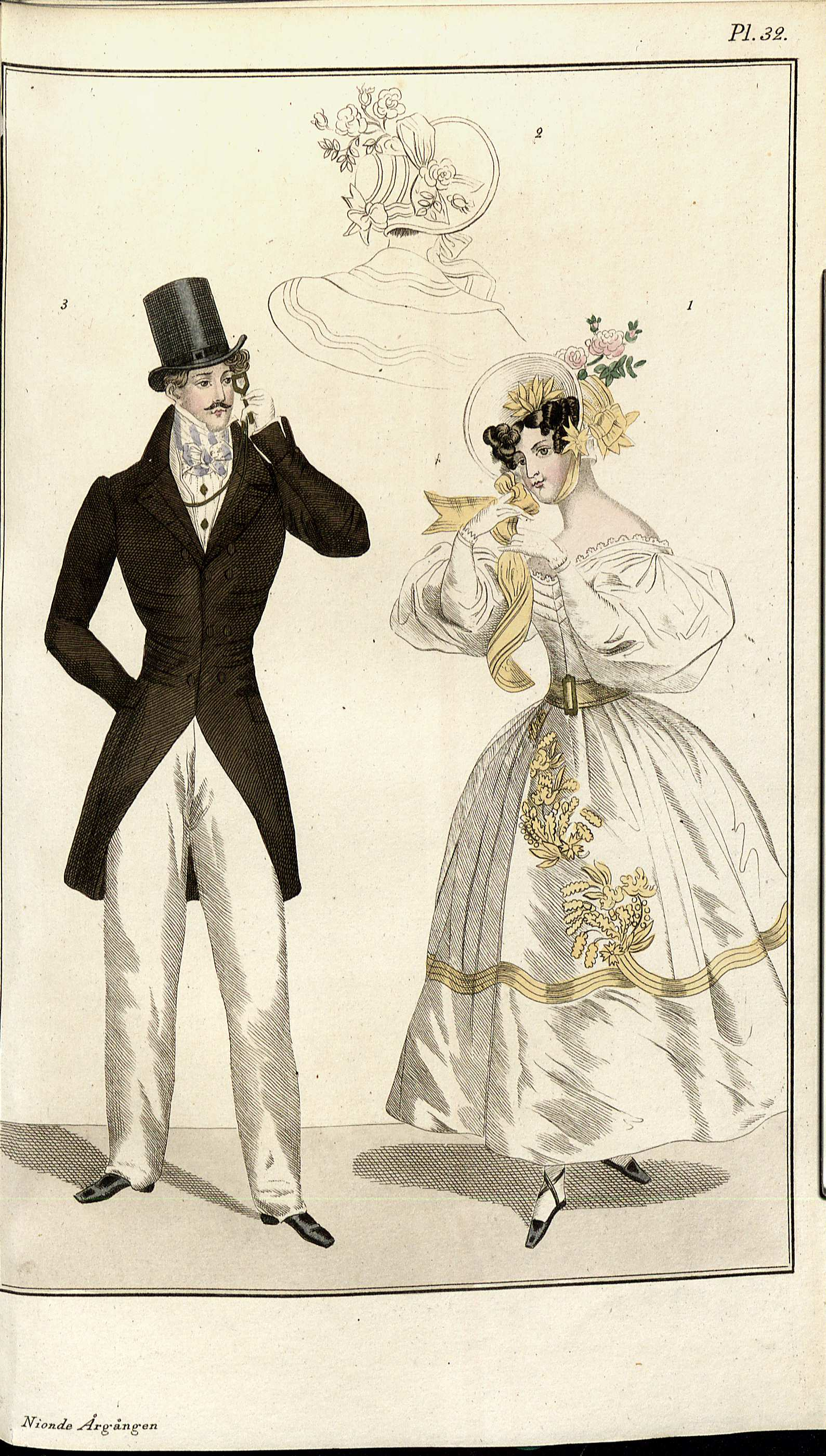
Magasin för konst, nyheter och moder 1832, illustration nr 32
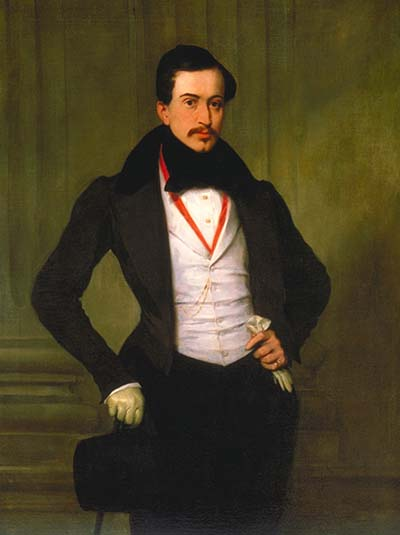
Eugene deveria Meffre-Rouzan